# 神舟九號載人航天任務訪港澳代表團
天宮一號與神舟九號載人交會對接任務訪港澳代表團是中華人民共和國香港特別行政區政府及澳門特別行政區政府向中央人民政府作出邀請，安排參與上述航天工程任務的航天員及工程人員到香港及澳門進行訪問。代表團於2012年8月10日至13日到訪香港，8月13日至15日訪問澳門。

## 訪問行程
代表團由中國載人航天工程副總指揮牛紅光率領，並由航天員景海鵬、劉旺和劉洋，以及載人航天工程相關系統的負責人等組成，代表團於訪問港澳期間參與以下活動。 
與傳媒會面
代表團於8月10日到達香港，下午於香港會議展覽中心與傳媒會面。
香港特區政府歡迎晚宴
8月10日晚上出席香港特區政府舉辦於的歡迎晚宴，代表團與香港社區各界人士見面。
與學生真情對話
代表團於8月11日早上在香港會議展覽中心與香港多所中、小學的學生真情對話，分享在太空生活13天的經歷。
全港歡迎神舟九號載人航天代表團大匯演
代表團將於8月11日下午出席在香港會議展覽中心舉行的「全港歡迎神舟九號載人航天代表團大匯演」，與約2000名觀眾會面，免費門票於8月8日上午九時起於民政事務總署其中四個諮詢服務中心派發，大匯演於8月11日下午四時在香港無線電視翡翠台現場直播。
「中國首次載人交會對接航天展」揭幕儀式
代表團於8月12日早上到香港科學館為「中國首次載人交會對接航天展」主持揭幕儀式。該展覽由康樂及文化事務署舉辦，免費開放予公眾參觀。
香港大專學生座談會
代表團於8月12日下午到香港中文大學與香港大專學生舉行座談會，向學生講解神舟九號航天技術及中國航天科技發展。
婦女界茶鈙
代表團於8月13日早上於九龍紅磡海逸君綽酒店與婦女界茶鈙，中國首位女航天員劉洋及其他兩位航天員會與與會者交流和分享感受。香港電台普通話台及同步直播。茶鈙結束後，代表團會乘船觀賞維港景色及了解維港兩岸最新發展。
歡送儀式
代表團於8月13日午間出席在禮賓府舉行的歡送儀式，並從上環港澳碼頭前往澳門。
訪問澳門
代表團於8月13日至15日期間，代表團將出席澳門特區政府歡迎晚宴、神舟九號載人航天報告會、歡迎晚會，並遊覽澳門景點。三名航天員並出席航天員與澳門學生真情互動的活動。

## 外部連結
- 神舟九號載人航天任務訪港 (香港特別行政區政府)